# Steve Caballero
Steve Caballero (* 8. November 1964 in San José, Kalifornien) ist ein US-amerikanischer Profi-Skateboarder und Musiker.

## Karriere
Im Alter von zwölf Jahren begann Caballero zu skaten. Mit fünfzehn Jahren wurde er als Amateur-Skater von Powell Peralta gesponsert. Noch im selben Alter erfand er den „Caballerial“. Der Trick wird in der Halfpipe ausgeführt und ist ein Fakie 360 Ollie. 1980 gelang ihm der Durchbruch und er wurde bei seinem ersten Wettbewerb im Oasis Skatepark in Südkalifornien während der Gold Cup series zum Pro-Skater. Caballero ist Mitglied der Bones Brigade und erschien in mehreren ihrer Videos. Er wirkt in zwei Powell Peralta Videos mit, darunter „Future Primitive“ und „The Bones Brigade Video Show“.
1987 sprang Caballero außerhalb einer Halfpipe 3,35 Meter hoch. Diese Höhe war ein Rekord, der fast ein Jahrzehnt lang Bestand hatte. Danny Way brach den Rekord im Jahr 1997.
Caballero schaffte es mehrmals auf die Titelseite der Skater-Zeitschrift Thrasher und ist ein spielbarer Charakter in den Teilen 2 bis 5 der Videospielreihe Tony Hawk’s. Außerdem war Caballero 1980 der erste Skater in der Geschichte des Sports, der sein eigenes, von Vernon Courtlandt Johnson illustriertes Profi-Deck erhielt.
Zu weiteren nennenswerten Leistungen gehört sein damaliger Rekord mit einem Boardslide auf einem Handrail über 44 Stufen im Jahr 1999. Im selben Jahr wurde er vom Thrasher Magazine zum „Skater des Jahrhunderts“ gekürt, eine Auszeichnung, die er als erster Skater jemals bekommen hat und die bislang auch nur er besitzt.
2005 wird Steve Caballero auf der Action Sports Show in San Diego von George Powell mit einem „Lifetime Achievement Award“ geehrt. 2010 wird er in die Skateboarding Hall of Fame in Simi Valley, Kalifornien, aufgenommen.

## Privatleben
Steve Caballero wurde am 8. November 1964 in San José geboren und ist mexikanisch-japanischer Abstammung. Sein Vater war Japaner, seine Mutter Mexikanerin und sein Familienname war Nakahara. Steve war sich lange seiner japanischen Abstammung nicht bewusst, da sein Vater die Familie verließ, als er 11 Jahre alt war. Er erfuhr es erst nach dem Tod seines Vaters im Jahr 1986.
Caballero wurde mit Skoliose geboren, was sich so auswirkt, dass sich sein Kopf leicht zur Seite neigt. Er kam im Jahr des Drachen zur Welt, was sich auch stark an seinen Skateboard-Grafiken widerspiegelt.
Caballero war Mitglied verschiedener Punkbands: The Faction, Odd Man Out, Shovelhead und Soda. Er hat zudem einen Sampler über Sessions Records veröffentlicht, mit Liedern aus seinen Bands. Zu seinen anderen Hobby zählen Malen, Spielzeuge sammeln, Motocross fahren, Sammeln von Vintage-Skateboards und Hot Rod. Caballero ist von seiner ersten Frau geschieden, mit welcher er eine Tochter namens Kayla Leslie hat. Er heiratete Rachel Callabello am 14. Juli 2006, mit der er zwei weitere Kinder namens Clover Lavie und Caleb Bela bekam.

## Contest-Geschichte
- 2017: Bowl-a-Rama Bondi, Masters, Bondi Beach (AUS): 1. Platz[8]
- 2017: Vans Pool Party, Legends, Südkalifornien (USA): 1. Platz[9]
- 2012: Pro-Tec Pool Party, Combi Pool, San Diego (USA): 1. Platz[10]
- 2010: X-Games, Skateboard Park Legends, Los Angeles (USA): 3. Platz[11]
- 2002: Münster Monster Mastership, Legends Vert Jam, Münster (GER): 3. Platz[12]
- 2001: Münster Monster Mastership, Legends Vert Jam, Münster (GER): 2. Platz[12]
- 1991: Münster Monster Mastership, Halfpipe Pro, Münster (GER): 3. Platz[12]
- 1988: Münster Monster Mastership, Halfpipe Pro, Münster (GER): 2. Platz[12]
- 1988: Münster Monster Mastership, Streetstyle Pro, Münster (GER): 1. Platz[12]
- 1987: Münster Monster Mastership, Halfpipe Pro, Münster (GER): 1. Platz[12]
- 1987: Münster Monster Mastership, Streetstyle Pro, Münster (GER): 1. Platz[12]
- 1983: Upland Pro-Am, Pro Pool, Kalifornien (USA): 1. Platz
- 1979: Winchester Open, San José (USA): 2. Platz

## Rekorde
- 1980: Erster Skateboarder der Geschichte mit einem eigenen Pro-Deck[4]
- 1987–1997: Höchstes abgeschlossenes Aerial in einer Halfpipe mit 3,35 Metern[3]
- 1999: Längster Boardslide auf einem Handrail über 44 Stufen[2]
- 1999: Erster „Skater of the Century“-Auszeichnung jemals[2]

## Sponsoren
- Powell Skateboards[13]
- Pro-Tec
- Bones
- 187 Killer Pads
- Independent Truck Company
- Kawasaki, Skvi, Shift
- Fix Manufacturing
- Vans
- Merge 4